# 阿米祖爾區

36°39′N 4°54′E / 36.650°N 4.900°E
阿米祖爾區（阿拉伯语：‎），是阿爾及利亞的行政區，位於該國北部，由貝賈亞省負責管轄，首府設於阿米祖爾，面積213平方公里，2008年人口74,455人，人口密度每平方公里349人。